# Reine d'Arbieux
Reine d'Arbieux est un roman de Jean Balde publié 1928 aux éditions Plon et ayant reçu la même année le Grand prix du roman de l'Académie française.

## Éditions
- Reine d'Arbieux, éditions Plon, 1928.